# Касна кожна порфирија
Касна кожна порфирија (лат. Porphyria cutanea tarda) је најчешћа форма порфирије. Као и остале порфирије настаје услед поремећаја у ензимском систему синтезе хема. Код ове форме порфирије долази до поремећаја је ензима уропорфириноген III декарбоксилазе (погледати порфирија) услед чега се у организму нагомилавају уро и копропорфирини.

## Распрострањеност
Преваленца ове болести је 20-50/100.000 становника.
Касна кожна порфирија је често повезана са алкохолизмом. У прилог овој чињеници говори то да су оболели претежно мушкарци, средњих година, док је код жена доста ређа. Међутим у последње време је све већи број жена које оболевају од касне кожне порфирије, што се доводи у везу са контрацептивима, односно хормоном естроген, који могу изазвати појаву ове болести.
Још неке супстанце каонпр. хексахлор циклохексан (користи се као инсектицид и у Турској је било масовнох случајева тровања овим инсектицидом)
или барбитурати могу утицати на појаву болести.
Код пацијената који су оболели од сиде је такође ово обољење чешће него код здравих људи.

## Симптоми
Најкарактеристичније за ову болест су промене на деловима коже која је изложена сунцу.
Кожа прерано стари: присутна је еластоза коже, старачки комедони (митесери). Делови коже око очне дупље (орбита) и на полеђини шака су плавичасто пребојени. Кожа је претерано осетљива, па врло лако настају повреде: на полеђини шаке налазе се бројне огреботине, крусте, чворићи, депигментована места (атрофични ожиљци) и милије (мали беличасти чворићи).
Промене се јављају и на коси која постаје тамнија, пацијенти који имају седу косу примете како им коса поново добија боју. Јавља се и хипертрихоза. То је у ствари појачана маљавост (длакавост).
Мокраћа је пребојена црвено (као вино), могу се наћи и оштећења јетре.

## Узрок
Узрок је недостатак ензима уропорфириноген III декарбоксилазе у ћелијама јетре (хепатична порфирија).
Недостатак је условље мутацијом на хромозому 1 п21 (Хромозом 1 (човек)). Услед тога долази до повећане активност АЛК синтетазе (видети порфирија).
Постоји стечена форма, која захвата само јетру и заједно са алкохолизмом, токсинима, естрогеном доводи до манифестног обољења.
Урођена форма је тежа и захвата не само јетру већ и еритроците.